# Colquitt (Georgia)
Colquitt város az USA Georgia államában. Lakosainak száma 2001 fő (2020. április 1.).

## Népesség
A település népességének változása:
| Lakosok száma | 1939 | 1992 | 2001 |
|               | 2000 | 2010 | 2020 |